# Maninghem
Maninghem és un municipi francès situat al departament del Pas de Calais i a la regió dels Alts de França. L'any 2007 tenia 144 habitants.

## Demografia

### Població
El 2007 la població de fet de Maninghem era de 144 persones. Hi havia 44 famílies de les quals 4 eren unipersonals (4 homes vivint sols), 12 parelles sense fills i 28 parelles amb fills.
La població ha evolucionat segons el següent gràfic:
Habitants censats

### Habitatges
El 2007 hi havia 56 habitatges, 44 eren l'habitatge principal de la família, 9 eren segones residències i 3 estaven desocupats. Tots els 56 habitatges eren cases. Dels 44 habitatges principals, 35 estaven ocupats pels seus propietaris, 8 estaven llogats i ocupats pels llogaters i 1 estava cedit a títol gratuït; 1 tenia dues cambres, 4 en tenien tres, 9 en tenien quatre i 30 en tenien cinc o més. 41 habitatges disposaven pel capbaix d'una plaça de pàrquing. A 13 habitatges hi havia un automòbil i a 29 n'hi havia dos o més.

### Piràmide de població
La piràmide de població per edats i sexe el 2009 era:
| Homes | Edats   | Dones |
| ----- | ------- | ----- |
| 0     | 95 o +  | 0     |
| 0     | 90 a 94 | 4     |
| 0     | 85 a 89 | 0     |
| 0     | 80 a 84 | 4     |
| 4     | 75 a 79 | 4     |
| 0     | 70 a 74 | 0     |
| 0     | 65 a 69 | 0     |
| 4     | 60 a 64 | 0     |
| 0     | 55 a 59 | 0     |
| 4     | 50 a 54 | 16    |
| 8     | 45 a 49 | 0     |
| 8     | 40 a 44 | 8     |
| 0     | 35 a 39 | 4     |
| 0     | 30 a 34 | 0     |
| 12    | 25 a 29 | 12    |
| 4     | 20 a 24 | 12    |
| 8     | 15 a 19 | 16    |
| 12    | 10 a 14 | 12    |
| 8     | 5 a 9   | 0     |
| 4     | 0 a 4   | 4     |

## Economia
El 2007 la població en edat de treballar era de 101 persones, 79 eren actives i 22 eren inactives. De les 79 persones actives 73 estaven ocupades (41 homes i 32 dones) i 6 estaven aturades (2 homes i 4 dones). De les 22 persones inactives 6 estaven jubilades, 11 estaven estudiant i 5 estaven classificades com a «altres inactius».
Activitats econòmiques
Dels 11 establiments que hi havia el 2007, 2 eren d'empreses de construcció, 5 d'empreses de comerç i reparació d'automòbils, 2 d'empreses d'hostatgeria i restauració i 2 d'empreses classificades com a «altres activitats de serveis».
Dels 6 establiments de servei als particulars que hi havia el 2009, 1 era un taller de reparació d'automòbils i de material agrícola, 1 paleta, 2 fusteries, 1 perruqueria i 1 restaurant.
L'any 2000 a Maninghem hi havia 10 explotacions agrícoles.

## Equipaments sanitaris i escolars
El 2009 hi havia una escola elemental integrada dins d'un grup escolar amb les comunes properes formant una escola dispersa.

## Poblacions més properes
El següent diagrama mostra les poblacions més properes.